# 海德太平洋
海德太平洋集團有限公司（英語：Ideal Pacific Holdings Limited，港交所除牌時1182.HK），曾是港交所上市公司，是在80年代成立，當時主要經營中國物流行業。也就是當時中洲控股有限公司（亞洲能源物流集團有限公司前身）旗下公司。
但在1994年上市前，葉氏家族和其人串謀虛報銷售貿易及做假帳，已先後定罪，現時由中青基業取代上市。

## 連結
- 中青基業 （页面存档备份，存于）